# 沃斯 (阿列省)
沃斯（法語：Veauce，法語發音：[vos]）是法国阿列省的一个市镇，位于该省南部，属于维希区。

## 地理
沃斯（46°9'55"N, 3°3'24"E）面积3.54 平方千米，位于法国奥弗涅-罗讷-阿尔卑斯大区阿列省，该省份为法国中部省份，北起涅夫勒省、西北接谢尔省，西南至克勒兹省，南至多姆山省，东南临卢瓦尔省，东临索恩-卢瓦尔省。
与沃斯接壤的市镇（或旧市镇、城区）包括：贝勒纳沃、拉利佐勒、叙萨、瓦利尼亚。

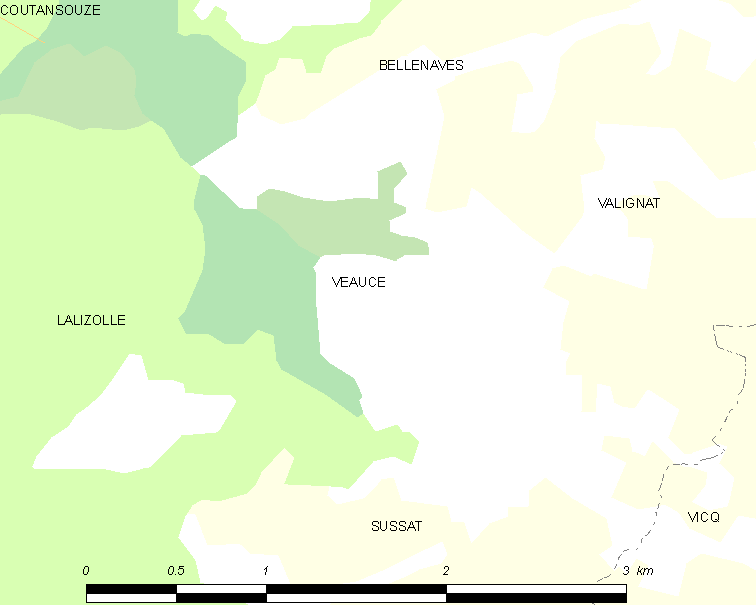
的OSM定位图

沃斯的时区为UTC+01:00、UTC+02:00（夏令时）。

## 行政
沃斯的邮政编码为03450，INSEE市镇编码为03302。

## 政治
沃斯所属的省级选区为加纳县。

## 人口

1962-2008年间人口变化图示

沃斯于2022年1月1日时的人口数量为39人。